# Johnny Mauro
John B. Mauro (ur. 25 października 1910 w Denver, 23 stycznia 2003 w Golden) – amerykański kierowca wyścigowy, uczestnik wyścigów Indianapolis 500.

## Życiorys
Mauro urodził się w Denver, ale mieszkał w Lakewood. Na początku ścigał się pod pseudonimem „Jack Morris”, aby jego rodzice nie dowiedzieli się o jego uczestnictwie w wyścigach. W 1947 roku wziął udział w teście dla debiutantów w Indianapolis 500, ale nie zakwalifikował się do wyścigu. W 1948 roku wrócił do Indianapolis 500 przestarzałym Millerem, po czym zakupił Alfę Romeo wystawioną przez Milta Mariona. Na tym samochodzie zakwalifikował się na 27 miejscu, a wyścig ukończył jako ósmy. W latach 1949–1950 podjął nieudane próby zakwalifikowania się do wyścigu. W 1949 roku po niezakwalifikowaniu się przekazał samochód Tony'emu Bettenhausenowi, który również się nie zakwalifikował. Po opuszczeniu edycji 1951 wrócił do wyścigu w roku 1952, ale ponownie się nie zakwalifikował.

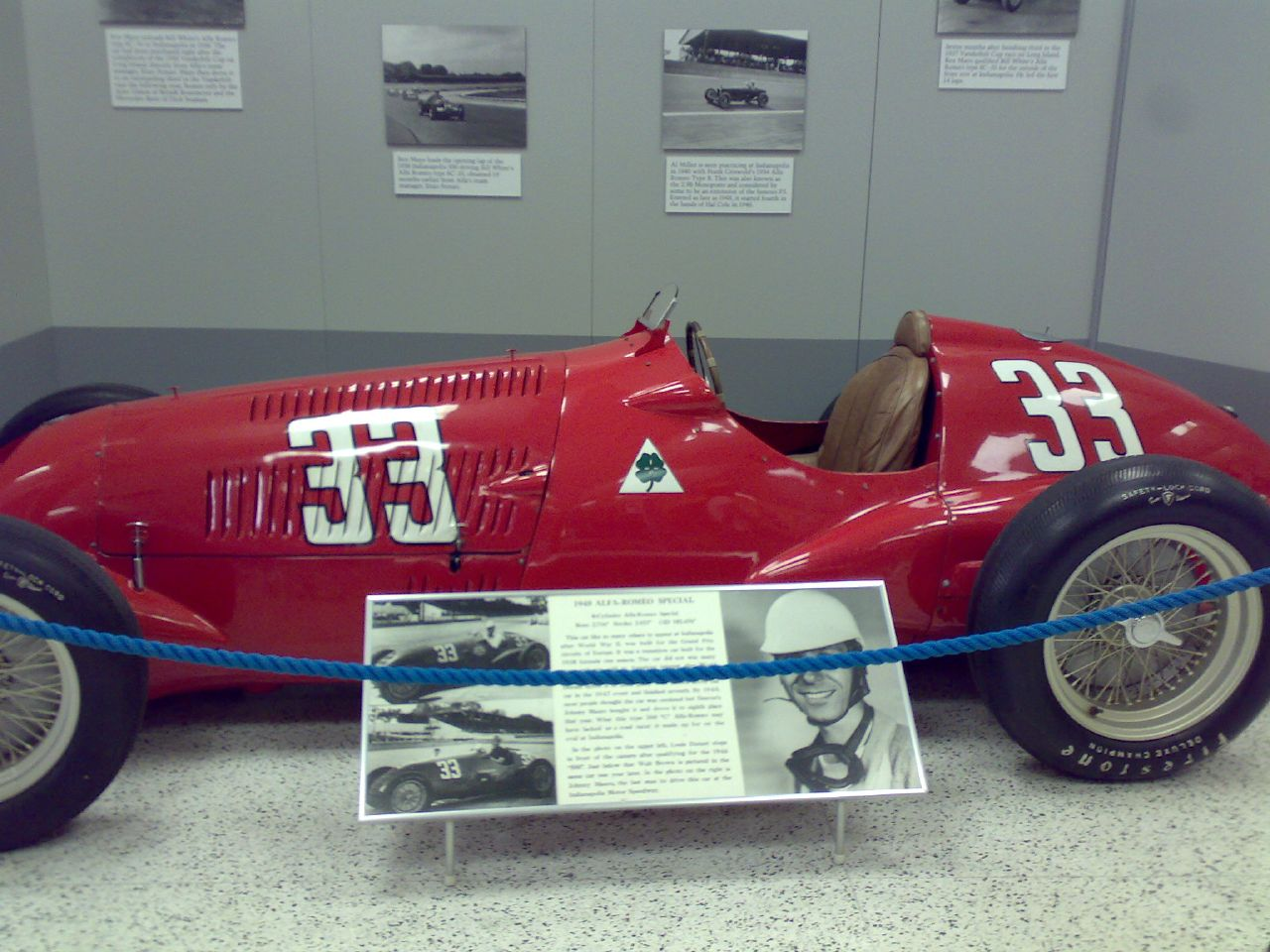
Alfa Romeo 8C-308 Johnny'ego Mauro, którą ścigał się w Indianapolis 500

Mauro był importerem Ferrari dla regionu Denver i często ścigał się tymi samochodami, jak w Pikes Peak, gdzie w 1952 roku był dziesiąty (rok wcześniej zajął drugie miejsce). Jednym z jego Ferrari Alberto Ascari wystartował w Indianapolis 500. Ostatnim jego wyścigiem AAA był Pikes Peak w 1954 roku, który ukończył na 17 miejscu. Po wycofaniu się z wyścigów przez kilka lat prowadził Duesenberga podczas parady przed Indianapolis 500.
Zginął w wypadku samochodowym w nocy 23 stycznia 2003 roku, zderzając się z siedemnastoletnim Christopherem Basinskim. Basinski również nie przeżył tej kolizji.
Został wcielony do Colorado Motorsports Hall of Fame.

## Wyniki

### Indianapolis 500
| Rok  | Nadwozie   | Silnik     | Start | Wynik | Uwagi |
| ---- | ---------- | ---------- | ----- | ----- | ----- |
| 1947 | Miller     | Miller     | NZ    |       |       |
| 1948 | Miller     | Miller     | NZ    |       |       |
| 1948 | Alfa Romeo | Alfa Romeo | 27    | 8     |       |
| 1949 | Alfa Romeo | Alfa Romeo | NZ    |       |       |
| 1950 | Alfa Romeo | Alfa Romeo | NZ    |       |       |
| 1952 | Ferrari    | Ferrari    | NZ    |       |       |

### Formuła 1
W latach 1950–1960 wyścig Indianapolis 500 był eliminacją Mistrzostw Świata Formuły 1.
| Rok  | Zespół       | Samochód          | Silnik             | Wyniki w poszczególnych eliminacjach | Wyniki w poszczególnych eliminacjach | Wyniki w poszczególnych eliminacjach | Wyniki w poszczególnych eliminacjach | Wyniki w poszczególnych eliminacjach | Wyniki w poszczególnych eliminacjach | Wyniki w poszczególnych eliminacjach | Wyniki w poszczególnych eliminacjach | Pkt. | Msc. |
| ---- | ------------ | ----------------- | ------------------ | ------------------------------------ | ------------------------------------ | ------------------------------------ | ------------------------------------ | ------------------------------------ | ------------------------------------ | ------------------------------------ | ------------------------------------ | ---- | ---- |
| 1950 |              |                   |                    | Wielka Brytania                      | Monako                               | Stany Zjednoczone                    | Szwajcaria                           | Belgia                               | Francja                              | Włochy                               |                                      | 0    | NS   |
| 1950 | Johnny Mauro | Alfa Romeo 8C-308 | Alfa Romeo 1,5 R8S | -                                    | -                                    | NZ                                   | -                                    | -                                    | -                                    | -                                    |                                      | 0    | NS   |
| 1952 |              |                   |                    | Szwajcaria                           | Stany Zjednoczone                    | Belgia                               | Francja                              | Wielka Brytania                      | Niemcy                               | Holandia                             | Włochy                               | 0    | NS   |
| 1952 | Kennedy Tank | Ferrari 375S      | Ferrari 4,5 V12    | -                                    | NZ                                   | -                                    | -                                    | -                                    | -                                    | -                                    | -                                    | 0    | NS   |